# Manuel Corona
Manuel Corona Raimundo (Caibarién, Cuba, 17 de junio de 1880- Marianao, La Habana, Cuba, 9 de enero de 1950) fue un guitarrista y compositor cubano. Conocido en su época por sus contestaciones como la canción Animada que fue escrita como contestación de Timidez (de Patricio Ballagas) o Gela Amada respuesta a Gela hermosa de Rosendo Ruíz. También es conocida su rivalidad artística con el también compositor Sindo Garay.[cita requerida]

## Biografía
Manuel Corona nació en Caibarién, en la provincia de Las Villas, el 17 de junio de 1880. Al terminar la guerra de independencia de Cuba, se trasladó a La Habana donde comenzó a trabajar como tabaquero supervisor de una factoría de tabaco.
Su vocación por la música le sirvió de marco a su vida bohemia. Realizó actuaciones en la denominada zona roja de La Habana, frecuentada por prostitutas y otros personajes del bajo mundo habanero. 
Gustaba de reunirse en tertulias y peñas familiares donde hacía gala de sus dotes como músico y compositor. Según María Teresa Linares, Manuel solía relacionarse con otros compositores a veces mediante contestaciones, que no eran otra cosa que canciones a modo de respuesta de otras canciones. Tal es el caso de la canción Animada que fue escrita como contestación de Timidez.
Compuso cientos de canciones, algunas de las más conocidas son Longina, Santa Cecilia, La Alfonsa, Aurora y Una Mirada. También cultivó otras formas de canción popular, como en el caso de las guarachas El servicio obligatorio y Cómo está Lola.
Manuel Corona falleció en 1950, en medio del olvido y la pobreza.